# Michelheidewald
Der Michelheidewald im Siedlungsdreieck Kleinlangheim, Prichsenstadt und Wiesentheid ist ein Wald, der sich teilweise in staatlicher und teilweise in gemeindlicher Hand befindet. Es handelt sich beim Michelheidewald um eines der größeren Waldgebiete im Steigerwaldvorland.

## Lage
Der Michelheidewald bildet eines der größeren, zusammenhängenden Waldareale im Vorland des Steigerwaldes, das generell als eher waldarm bezeichnet werden kann (Landkreis Kitzingen um 22 % Waldanteil, bayerischer Durchschnitt 33 %). Der Wald liegt westlich von Wiesentheid im unterfränkischen Landkreis Kitzingen. Er hat Anteil an den Flächeneinheiten (im Uhrzeigersinn) von Prichsenstadt-Laub, Wiesentheid, Wiesentheid-Feuerbach, Kleinlangheim-Atzhausen. Die größte Fläche liegt in der Gemarkung Reupelsdorf der Gemeinde Wiesentheid, wo sich auch die Areale konzentrieren, die zu den Bayerischen Staatsforsten gehören.
Im Nordwesten wird das Waldareal von der Bundesstraße 22 begrenzt, die im Tal des Mainzuflusses Schwarzach errichtet wurde. Weiter nordwestlich schließt sich das Staatswaldrevier Reupelsdorf an, das von den Unteren Naturschutzbehörden zum Landschaftsschutzgebiet erklärt wurde. Nördlich und nordöstlich bildet die Kreisstraße KT 10 die Grenze zwischen den landwirtschaftlichen Flächen und dem Wald, wobei kleinere Forstflächen wie die Waldabteilung Ameisenholz auch hier hereinragen. Im Südosten und Süden fließt der Castellbachzufluss Sambach als Grenzbach am Wald entlang.

## Name und Waldabteilungen
Die Etymologie des Forstnamens kann aus zwei verschiedenen sprachlichen Ursprüngen hergeleitet werden. Das Präfix Michel- stammt aus dem Germanischen und leitet sich vom gleichlautenden Adjektiv ab, das groß oder ausgedehnt bedeutet. Es hängt mit der Fläche des Waldes zusammen, der ursprünglich noch eine weit größere Fläche umfasste. Die Silbe Heide in der Mitte des Wortes steht eng mit der Erscheinung der Landschaft um den Wald herum in Verbindung: Der Forst liegt inmitten der offenen Heidelandschaft des Steigerwaldvorlandes (vgl. Wiesentheid, Haidt). 
Die Waldabteilung war in vor- und frühgeschichtlicher Zeit wohl Teil des ausgedehnten Wendenlandes im Gebiet westlich des Steigerwaldes. Die slawischen Wenden errichteten entlang der sogenannten Wipfeld-Prichsenstädter Störungszone Tagebaue zur Gewinnung von verschiedenen Erzen, unter anderem Kohle, die auch im Michelheidewald nahe unter der Oberfläche anstand. Die Namen vieler Waldabteilungen erinnern heute noch an die Nutzung der natürlichen Ressourcen unterhalb des Forstes und die Ausbeutung derselben. Im Wald haben sich außerdem mehrere vorgeschichtliche Bestattungsplätze erhalten. So sind hier insgesamt drei verschiedene Hügelgräbergruppen auszumachen. 
Eine lokale Rekonstruktion der potentiellen Vegetation machte für den Michelheidewald um das Jahr 0 einen lichten Laubwald wahrscheinlich. Im Laufe des Mittelalters wurden weite Teile des Waldes gerodet bzw. durch Weidevorgänge in eine Heidelandschaft umgewandelt. Im Jahr 1506 gehörte der Wald zu den Jagdgebieten der am Rande des Steigerwalds ansässigen Grafen zu Castell. So tauchte der Wald in mehreren Urkunden der Adeligen auf. Sie hatten „macht und gewalt [...] zu jagen an der Michelheyde“. Der Wald erstreckte sich in der Vormoderne wahrscheinlich über eine wesentlich größere Fläche, als die heutige Ausdehnung vermuten lässt. So war der Wald noch im Jahr 1607 Teil der Gemarkung von Kleinlangheim.
Einzelne Waldabteilungen innerhalb des Michelheidewaldes (Auswahl):
| - Ameisenholz – „Am Eisen Holz“, Verweis auf Eisenverhüttung in der Umgebung - Blöse - Fladig – wendisch „blato“ – Sumpf - Gauwitzen – wendisch „Gauwitz“ – Schmied - Haderholz - Heidetännig – siehe Waldname - Lichterwald |  | - Mittlere Heid – siehe Waldname - Obere Heid – siehe Waldname - Plankeck - Seeschlag - Untere Heid – siehe Waldname - Weißmarterschlag – evtl. Benennung nach Bildstock „Weiße Marter“ - Wolfsschlag – wendisch „volk“ – Wolf |  |

## Schutzgebiete
Der Michelheidewald weist mehrere Schutzgebiete der unterschiedlichen Schutzkategorien auf. Der östliche Teil des Waldgebietes bildet einen der wichtigen Ruhezonen für die im Vogelschutzgebiet Südliches Steigerwaldvorland geschützten Zugvogelarten, wie dem Ortolan. Daneben wurden mehrere Biotope an den Waldrändern ausgewiesen. Unter anderem sind die Feuchtwiesen und Uferröhricht am Waldrand östlich von Reupelsdorf als Flachlandbiotop unter Schutz gestellt.